# Szári (viselet)

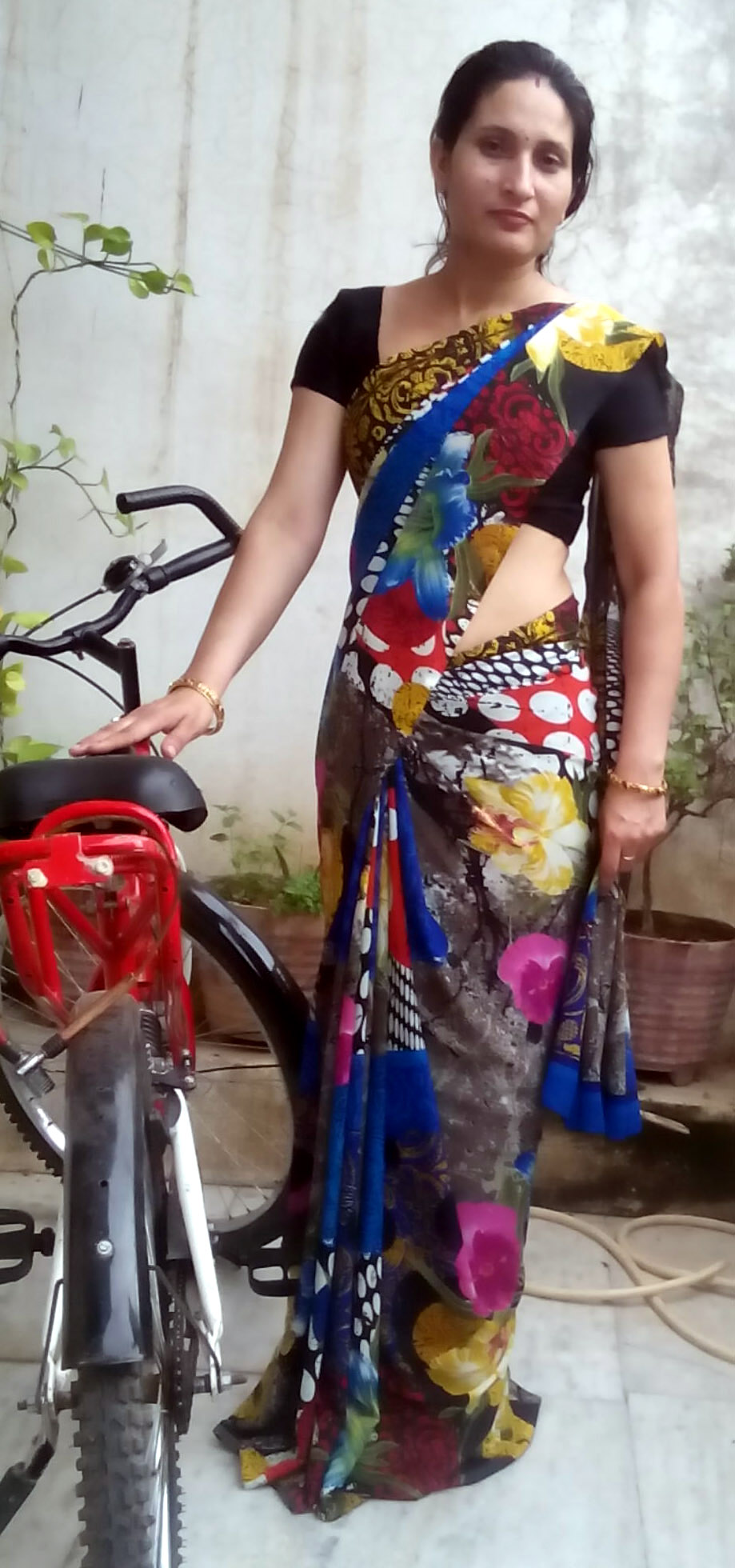
A szári az egyik legbájosabb női ruha

A szári (hindi: साड़ी, szāṛī, tamil: புடவை vagy சேலை, bengáli শাড়ি, angol: sari) Dél-Ázsiában (India, Srí Lanka, Maldív-szigetek, Banglades, Nepál, illetve Pakisztán egy részén) elterjedt hagyományos női viselet, egy 4,5-8 méter hosszú és 60–120 cm széles anyag, melyet a derék köré csavarnak szoknyaként, és a vége az egyik vállon van átvetve, illetve egyes öltözködési stílusokban a fejet is fedi. A szárinak sokféle stílusa van, ezek régiónként változnak.
Az ókori népek nem ismerték a varrást. A szárit a régi időkben alsóruházat nélkül hordták és a test felső részét sem takarta (hasonlóan a trópusi népek egykori öltözködéséhez). Mára már két különálló (varrott) darab is hozzátartozik a szári viseléséhez. A blúz, aminek az anyagát a legtöbb szárihoz automatikusan adják és a szabók méretre varrják, egy rövid szabású top (a csóli). A másik darab, az alsószoknya egy (leginkább) harang alakú, alul fodrozott szoknya. Ezt a két, kiegészítő darabot sok idősebb asszony azonban ma sem hordja. Egykor a férfiak is hordtak színes szárit, ami rövidebb volt mint a hölgyeké, de ez mára teljesen kiment a divatból.
Manapság minden minőségben (műszál, pamut, selyem) kapható szári. Az anyag, annak szövése, motívumai, díszítése és hajtogatása árulkodik a viselője anyagi és szociális helyzetéről, társadalmi hovatartozásáról, illetve arról is, hogy Dél-Ázsia melyik részéről származik.
A ruhadarabról először az 5000 éves indiai eposz, a Mahábhárata ír. E szerint Siva isten ajándékozta az első darabot a gyönyörűséges Draupadinak, Pandava feleségének, hogy testét megvédje vele a rajongó férfinéptől.

## Kapcsolódó cikkek

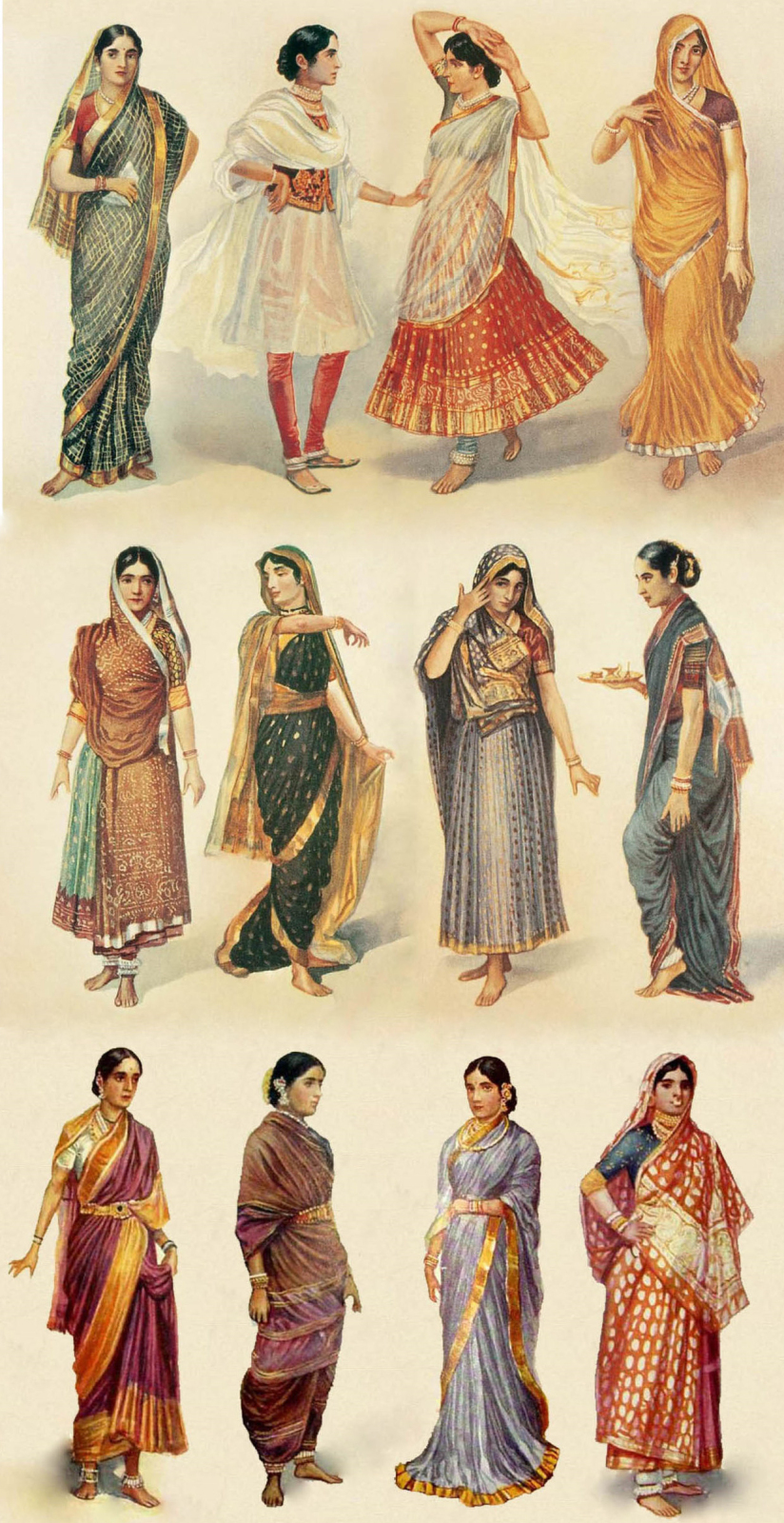
A szári különböző stílusai

## Fordítás
Ez a szócikk részben vagy egészben  a   Sari című angol Wikipédia-szócikk fordításán alapul.  Az eredeti cikk szerkesztőit annak laptörténete sorolja fel. Ez a jelzés csupán a megfogalmazás eredetét és a szerzői jogokat jelzi, nem szolgál a cikkben szereplő információk forrásmegjelöléseként.